# Плешив щъркел
Плешив щъркел (Leptoptilos javanicus) е вид птица от семейство Щъркелови (Ciconiidae). Видът е световно застрашен, със статут Уязвим.

## Разпространение и местообитание
Разпространен е в Бангладеш, Бруней, Виетнам, Индия, Индонезия, Камбоджа, Лаос, Малайзия, Мианмар, Непал, Тайланд и Шри Ланка.